# Håbo kommun
Håbo kommun är en kommun i Uppsala län. Centralort är Bålsta. 
I söder och väster omges Håbo kommun av Ekolsundsviken och i norr av Ekoln. Uppsalaåsen sträcker sig genom kommunen och når 45 meters höjd mellan Gorran och Lårstaviken. Till kommunen hör även Arnö med sitt herrgårdspräglade odlingslandskap. 
Det lokala näringslivet dominerades i början av 2020-talet av småföretag och ett mindre antal medelstora företag. Det var också stor spridning på branscherna även om majoriteten av företagen återfanns inom byggnadsindustri, privata tjänster samt handel och service. 
Sedan kommunen bildades 1971 och fram till 2020 har folkmängden mångdubblats från cirka 6 000 till över 22 000 invånare. 
Socialdemokraterna och Moderaterna har växlande varit de två starkaste partierna medan det tidigare starka Centerpartiet har fått allt färre mandat sedan 1973. Centerpartiet har dock varit en del av den styrande koalitionen sedan 2014. Mandatperioden 2022–2026 styr de tillsammans med Moderaterna och Kristdemokraterna.

## Administrativ historik
Håbo kommun bildades vid kommunreformen 1971 genom en ombildning av Håbo landskommun.  Vid kommunreformen 1952 sammanslogs landskommunerna i den då bildade Håbo landskommun. Håbo kommuns geografiska område motsvarar socknarna: Häggeby, Kalmar, Skokloster, Yttergran och Övergran, alla i Håbo härad. I dessa socknar bildades vid kommunreformen 1862 landskommuner med motsvarande namn. 
Kommunen ingick från bildandet fram till 2005 i Enköpings domsaga och ingår sedan dess i Uppsala domsaga.
Vid två tillfällen har kommunen utrett ett länsbyte till Stockholms län, år 2009 och 2019, men någon politisk majoritet för ett länsbyte har aldrig funnits, enbart en majoritet för att utreda frågan.
Kommunen ingår sedan 2010 i Förvaltningsområdet för finska. 

## Geografi

### Topografi och hydrografi
I söder och väster omges Håbo kommun av Ekolsundsviken och i norr av Ekoln. I centrala delarna av kommunens södra landområde återfinns kala berg varav en del har förkastningsbranter. Uppsalaåsen sträcker sig genom kommunen och når 45 meters höjd mellan Gorran och Lårstaviken. Ön Arnö har ett herrgårdspräglat odlingslandskap bevixet med lövskog. Ön är belägen i södra delen av Oxen/Gorran. I västra delen av kommunen ligger Hjälstaviken, en av landets mest kända fågellokaler.
Nedan presenteras andelen av den totala ytan 2020 i kommunen jämfört med riket.
|  | Bebyggelse (12,0 %) |

|  | Skog (49,2 %) |

|  | Öppen myrmark (0,6 %) |

|  | Jordbruksmark (27,3 %) |

|  | Övrig mark (10,9 %) |

|  | Bebyggelse (3,1 %) |

|  | Skog (68,0 %) |

|  | Öppen myrmark (7,2 %) |

|  | Jordbruksmark (7,4 %) |

|  | Övrig mark (14,3 %) |

### Naturskydd
År 2024 fanns åtta naturreservat i Håbo kommun. Bland dessa kan nämnas  Arnöhuvud som omfattar 250 hektar som skyddade 1977. Reservatet ligger på Uppsalaåsen och domineras av tall- och granskog med döende och döda träd även om man fortfarande kan skymta rester av gammal åker-, ängs- och hagmark. I reservatet trivs arter som rådjur, harar, fasaner och sjöfåglar. En annan del av Uppsalaåsen, Sandviksåsen, har fått ge namn till reservatet Sandviksåsen. Där har kreatur betat i skogen och knappt lämnat kvar någon undervegetation. Området beskrivs av Länsstyrelsen i Uppsala län som "ett riktigt paradis för allehanda fåglar, insekter och växter som behöver gamla träd och död ved för att överleva".

### Administrativ indelning
Fram till 2016 var kommunen för befolkningsrapportering indelad i Häggeby församling, Kalmar-Yttergrans församling, Skoklosters församling och Övergrans församling.

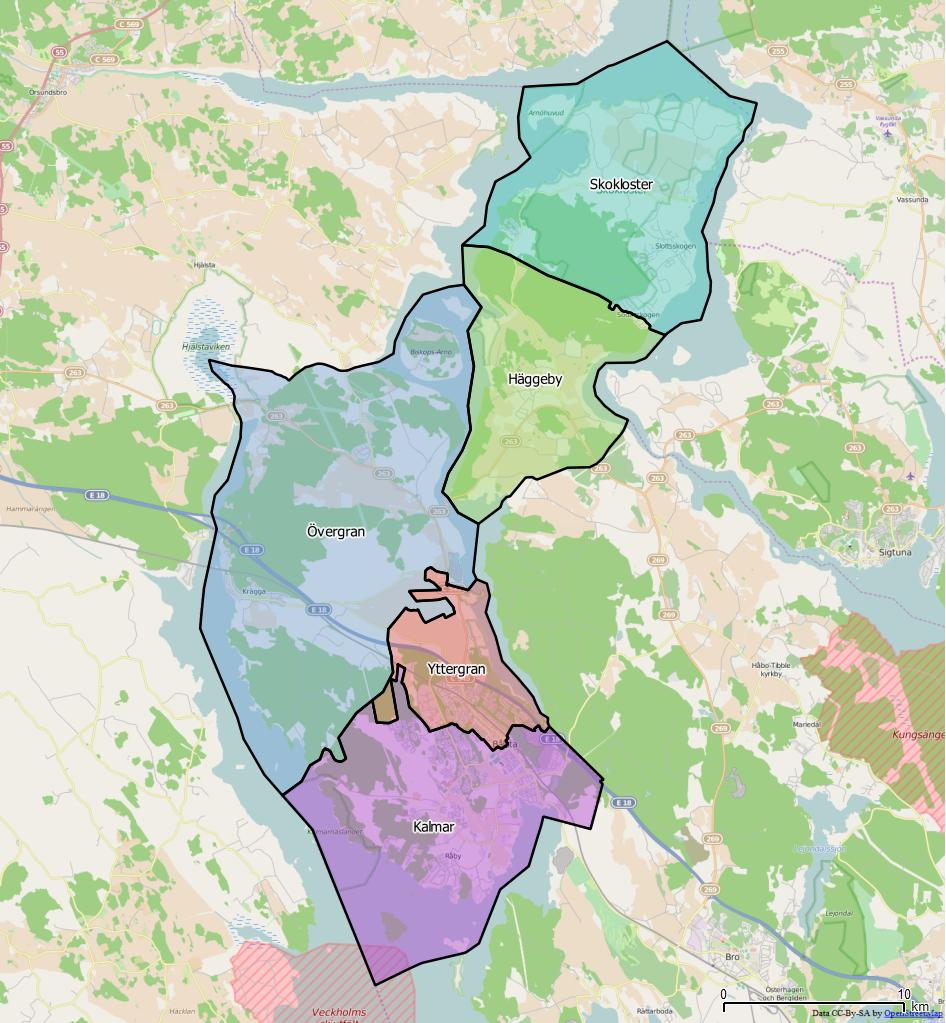
Distrikt (socknar) inom Håbo kommun

Från 2016 indelas kommunen istället i fem distrikt, vilka motsvarar de tidigare socknarna: Häggeby, Kalmar, Skokloster, Yttergran och Övergran.

### Tätorter
Det finns åtta tätorter i Håbo kommun.
I tabellen presenteras tätorterna i storleksordning per den 31 december 2015. Centralorten är i fet stil.
| Nr | Tätort              | Befolkning |
| -- | ------------------- | ---------- |
| 1  | Bålsta (centralort) | 13 138     |
| 2  | Slottsskogen        | 1 506      |
| 3  | Skörby              | 1 220      |
| 4  | Råby                | 924        |
| 5  | Krägga/Stämsvik     | 525        |
| 6  | Söderskogen         | 378        |
| 7  | Vibyäng             | 311        |
| 8  | Häggeby och Vreta   | 261        |

## Styre och politik

### Styre
Mandatperioden 2010–2014 styrdes kommunen av en koalition bestående av Socialdemokraterna, Bålstapartiet, Miljöpartiet och Vänsterpartiet. Tillsammans samlade koalitionen 21 av 41 mandat i kommunfullmäktige. Efter valet 2014 stannade Miljöpartiet kvar vid makten men då I koalition med Moderaterna, Centerpartiet, Folkpartiet och Kristdemokraterna. Koalitionen meddelade att "särskild vikt kommer att läggas på att skapa förutsättningar för ökat byggande i kommunen, dels för att tillgodose behovet av bostäder men också för att göra nya företagsetableringar möjliga". Samma koalition behöll makten även mandatperioden 2018–2022. Efter valet 2022 lämnade Liberalerna och Miljöpartiet den styrande koalitionen. De kvarvarande partierna kunde fortsätta styra med stöd av Sverigedemokraterna.

### Kommunfullmäktige

#### Presidium
| Presidium 2022–2026    | Presidium 2022–2026 | Presidium 2022–2026 |
| ---------------------- | ------------------- | ------------------- |
| Ordförande             | SD                  | Michael Rubbestad   |
| Förste vice ordförande | M                   | Ulf Winberg         |
| Andre vice ordförande  | S                   | Fredrik Anderstedt  |

#### Mandatfördelning 1970–2022
| 19 | 8 | 5 | 3 |

| 27 | 8 |

| 2 | 15 | 10 | 4 | 4 |

| 25 | 10 |

| 2 | 14 | 9 | 4 | 6 |

| 22 | 13 |

| 2 | 15 | 7 | 3 | 8 |

| 25 | 10 |

| 2 | 15 | 5 |  | 12 |

| 21 | 14 |

| 2 | 13 | 3 | 4 | 13 |

| 22 | 13 |

|  | 13 |  | 3 | 3 | 14 |

| 20 | 15 |

|  | 11 | 3 | 3 | 3 |  | 13 |

| 24 | 11 |

|  | 14 | 3 | 2 | 2 | 13 |

| 21 | 14 |

| 2 | 13 |  | 3 | 3 | 3 |  | 2 | 13 |

| 25 | 16 |

| 2 | 16 |  | 3 | 5 |  | 2 | 11 |

| 25 |  | 15 |

|  | 13 |  | 6 | 3 | 2 | 2 | 13 |

| 27 | 14 |

|  | 15 | 2 |  | 3 | 3 | 4 |  | 11 |

| 25 | 16 |

|  | 15 | 2 | 5 | 2 | 3 | 2 |  | 10 |

| 26 | 15 |

| 2 | 11 |  | 8 | 3 | 3 | 2 |  | 10 |

| 26 | 15 |

|  | 11 |  | 8 | 3 | 3 | 2 |  | 2 | 9 |

| 27 | 14 |

### Nämnder

#### Kommunstyrelse
| Presidium 2022–2026 | Presidium 2022–2026 | Presidium 2022–2026 |
| ------------------- | ------------------- | ------------------- |
| Ordförande          | M                   | Catherine Öhrqvist  |
| Vice ordförande     | S                   | Agneta Hägglund     |

#### Övriga nämnder
| Nämnd                        | Ordförande | Ordförande             | Vice ordförande | Vice ordförande    | Andre vice ordförande | Andre vice ordförande |
| ---------------------------- | ---------- | ---------------------- | --------------- | ------------------ | --------------------- | --------------------- |
| Barn- och utbildningsnämnden | M          | Carl-Johan Torstensson | S               | Helene Cranser     |                       |                       |
| Bygg- och miljönämnden       | M          | Christian Nordberg     | S               | Sven Erkert        | SD                    | Max Örell             |
| Socialnämnden                | C          | Helene Zealand Bodin   | S               | Gunilla Gustavsson | SD                    | Kristina Pettersson   |
| Vård- och omsorgsnämnden     | S          | Agneta Hägglund        | KD              | Fred Rydberg       | HD                    | Susanna Kraftelid     |
| Valnämnden                   | M          | Christian Nordberg     | S               | Helene Cranser     |                       |                       |

### Vänorter
- Nittedal – Norge
- Ingå - Finland
- Fredensborg - Danmark
- Paide - Estland

## Ekonomi och infrastruktur

### Näringsliv
Näringslivet i Håbo kommun är relativt blygsamt i förhållande till folkmängden. Den största privata arbetsgivaren 2008 var Gyproc AB som i Bålsta har en fabrik för tillverkning av gipsskivor. Gyproc sysselsatte då 138 personer i Bålsta. Samtidigt pendlade den övervägande delen av den arbetande befolkningen ut från kommunen, framför allt till Storstockholm. Pendlingsnettot låg då på -4 825 personer.
Per år 2022 var Stormarknaden i Bålsta AB kommunens största privata arbetsgivare med 125 anställda. Detta kan jämföras med kommunen själv som samma år hade 1 725 anställda. Det lokala näringslivet dominerades då av småföretag och ett mindre antal medelstora företag. Det var också stor spridning på branscherna även om majoriteten av företagen återfanns inom byggnadsindustri, privata tjänster samt handel och service.

### Infrastruktur

#### Transporter
Följande större vägar går genom kommunen:
- Europaväg E18 mellan Oslo och Stockholm i öst-västlig riktning.
- Väg 263 mellan Skolsta och Sigtuna i öst-västlig riktning norr om E18.

Mälarbanan går igenom kommunen och en järnvägsstation finns i Bålsta. SJ trafikerar stationen på linjen Stockholm-Västerås-Göteborg, och SL trafikerar stationen med pendeltåg till Stockholm och Nynäshamn.
Bålsta har busstrafik till flera platser utanför kommunen, bland annat Enköping och Örsundsbro. Bussarna körs av UL.

## Befolkning

### Befolkningsutveckling
Kommunen har 22 973 invånare (31 december 2024), vilket placerar den på 113:e plats avseende folkmängd bland Sveriges kommuner. 
| Befolkningsutvecklingen i Håbo kommun 1970–2020 | Befolkningsutvecklingen i Håbo kommun 1970–2020 | Befolkningsutvecklingen i Håbo kommun 1970–2020 | Befolkningsutvecklingen i Håbo kommun 1970–2020 | Befolkningsutvecklingen i Håbo kommun 1970–2020 |
| ----------------------------------------------- | ----------------------------------------------- | ----------------------------------------------- | ----------------------------------------------- | ----------------------------------------------- |
|                                                 |                                                 |                                                 |                                                 |                                                 |
| År                                              |                                                 |                                                 | Folkmängd                                       |                                                 |
| 1970                                            | 1970                                            |                                                 | 6 118                                           |                                                 |
| 1975                                            | 1975                                            |                                                 | 9 987                                           |                                                 |
| 1980                                            | 1980                                            |                                                 | 13 301                                          |                                                 |
| 1985                                            | 1985                                            |                                                 | 13 876                                          |                                                 |
| 1990                                            | 1990                                            |                                                 | 15 209                                          |                                                 |
| 1995                                            | 1995                                            |                                                 | 16 874                                          |                                                 |
| 2000                                            | 2000                                            |                                                 | 17 468                                          |                                                 |
| 2005                                            | 2005                                            |                                                 | 18 569                                          |                                                 |
| 2010                                            | 2010                                            |                                                 | 19 629                                          |                                                 |
| 2015                                            | 2015                                            |                                                 | 20 279                                          |                                                 |
| 2020                                            | 2020                                            |                                                 | 22 019                                          |                                                 |

## Kultur

### Konstarter

#### Offentlig konst
Den offentliga konsten i Håbo kommun hittas i utemiljöer, offentliga byggnader och kommunens verksamheter. Som exempel kan nämnas Wasa II som gjordes av Neal Barab i samband med internationella stenhuggarsymposiet i Älvdalen 1995. Två år senare gav Älvdalens kommun verket som gåva till Håbo kommun. Utanför kommunhuset i Bålsta syns Pye Engströms stenskulptur Förr och nu. Håbo kommun skriver att "Stenen är en berättelse om människans historia från forntid till nutid".

### Museum
Åbergs Museum har en serie- och konstsamling samt en samling av Disney-föremål. I kommunen finns också Fridegårdsmuséet som vittnar om statarliv och Jan Fridegårds liv, Häggeby skolmuséum som visar hur en svensk skola kunde se ut i början av 1900-talet och Soldattorp nr. 48. som visar ett soldattorp från 1700-talet.

### Kulturarv
Skoklosters slott är det enda slottet i Håbo och klassas bland de främsta barockslotten i landet.
Biskops Arnö Herrgård från 1729 på egen ö i Mälaren. Här finns en gotisk sal från 1300-talet. Folkhögskola och konferensanläggning.

### Kommunvapen
Blasonering: I rött ett stående lamm, hållande med högra frambenet en ginbalksvis ställd korsprydd stång med en femflikigt baner, allt av guld, baneret belagt med ett rött latinskt kors.
Håbo härad hade i sitt häradssigill ett gudslamm med fana. När Håbo kommun ville använda motivet till sitt vapen 1976 var problemet att Järfälla kommuns vapen var väldigt likt. Genom olika färger och ställning hos lammet gjordes åtskillnaden större. Antalet flikar i baneret symboliserar de fem socknar som kommunen består av. Vapnet kunde registreras i PRV år 1978.